# Ernst Orvil
Ernst Richard Orvil (ursprungligen Nilsen), född 12 april 1898 i Kristiania, död 16 juni 1985 i Oslo, var en norsk författare. Han har nått framgångar både som romanförfattare, novellförfattare och dramatiker, men är kanske framför allt känd för sin lyrik.

## Biografi och författarskap
Orvil föddes i Kristiania (nuvarande Oslo), som son till köpmannen Johan Nilsen (ursprungligen Nilsson) och hans hustru Sara-Lisa, båda från Värmland i Sverige. Han studerade vid Norges tekniske høgskole i Trondheim, men avbröt studierna 1932, då författarkarriären kom emellan.
Redan i debutboken Birger (1932) visade han sig vara en originell stilist. Till hans främsta romaner hör Menneskebråk (1936), Hvit uro (1937) och Synøve selv (1946), där ett glimrande spel av paradoxer och arabesker förmedlar den förundran över livet som är karakteristisk för Orvil. Hans senare romaner, Siri og hennes bror (1949), Leken går videre (1952), Monument (1956) och Skyer for solen (1961), innehåller fin skrivkonst.
Orvil skrev också flera skådespel, men det var som novellist och lyriker han särskilt utmärkte sig efter andra världskriget. I novellerna ger han ironiska och underfundiga skildringar av vardagliga situationer och det erotiska spelet mellan människor i en urban och borgerlig miljö. Språket är stiliserat och "konstlat", men med inslag av vardagstal. Hans novellproduktion omfattar de sju samlingarna Lekende liv (1950), Røde omriss (1960), Skinnende skygger (1965), Tilstrekkelig (1969), Balanse (1973), Slyng (1978) och Allikevel (1983). En samlingsutgåva redigerad av Jan Erik Vold kom ut 1996.
Orvils hedonistiska livsinställning kommer allra bäst till sin rätt i hans lyrik, och hans dikter är fulla av tankesprång, ordlekar, paradoxala formuleringar och ovanliga främmande ord. De förmedlar en evig förundran över tillvarons mysterier och upphöjer vällust och begär till centrala livsvärderingar. Hans första diktsamling Bølgeslag kom ut 1940. Sammanlagt gav han ut 17 samlingar, däribland Kommer du til meg (1947), Sol over stupene (1951), Syngende sommer (1953), Slørene faller (1955), Lisbet (1957), Flyktige dager (1959), Farende år (1962), Brekasjer (1970), Nok sagt (1972), I og for seg (1975), Nær nok (1980), Videre (1982) og Gjenstridige dimensjoner (1984). Sex efterlämnade samlingar gavs ut under titeln Siste dikt 1988. En fyrabandsutgåva av hans lyrik gavs ut 1990–1993, med ett efterföljande band essäer av redaktören Jan Erik Vold: Etterblikk. Ernst Orvil, poet (1995).